# Thomas of Dalton
Thomas of Dalton (auch Daltoun oder of Kirkcudbright) († zwischen 12. Juli 1319 und 1324) war ein schottischer Geistlicher. Ab 1294 war er Bischof von Whithorn.

## Umstrittene Wahl zum Bischof
Nach dem Tod von Bischof Henry 1293 kam es über die Ernennung eines neuen Bischofs für die Diözese Whithorn zu einem Streit zwischen König John Balliol und Robert de Brus, Lord of Annandale. Der Streit war Teil eines größeren Konflikts, da beide ab 1290 den schottischen Thron beansprucht hatten. Während der Vakanz der Diözese hatten der alte Archidiakon Henry, aber auch sein Neffe Master John die geistliche Führung beansprucht. Master John, auch John the Nephew genannt, war während des Thronfolgestreits ein Unterstützer von John Balliol gewesen und war nun offenbar der führende Geistliche der Diözese. John Balliol zögerte aber offenbar, sowohl als König wie auch als Lord of Galloway sein traditionelles Vorschlagsrecht zur Wahl eines neuen Bischofs durchzusetzen. Robert de Brus dagegen bereitete die Wahl von Thomas of Dalton zum Bischof vor. Dalton hatte als Beamter und Kaplan im Dienst von de Brus gestanden und wurde Anfang 1294 vom Prior und den Kanonikern der Whithorn Priory zum neuen Bischof gewählt. Nach der Wahl kam es zum Eklat, als John Balliol beim Erzbischof von York Einspruch gegen die Wahl einlegte. Er versuchte nun mit allen Mitteln, die Weihe eines Kandidaten seines Gegners de Brus zu verhindern. Er beanstandete, dass sein Vorschlagsrecht übergangen worden sei und warf den Kanonikern vor, dass sie bestochen worden seien. Dennoch wurde die Wahl bestätigt und Dalton wurde im Oktober 1294 von Erzbischof John von York zum Bischof geweiht. Indem Brus die Wahl seines Schützlings Dalton durchsetzte, sicherte er den Einfluss seiner Familie auf die Kirche in Südwestschottland, die formal der Erzdiözese York unterstellt war. Zugleich störte er den Einfluss des Lords of Galloway, also des Königs, auf den Kult des heiligen Ninian in Whithorn.

## Rolle im Schottischen Unabhängigkeitskrieg
1296 kam es im Streit um die Oberhoheit über Schottland zum Krieg mit England. Der englische König Eduard I. besiegte in einem raschen Feldzug John Balliol und zwang ihn zur Abdankung. Anschließend übernahm er selbst die Verwaltung von Schottland und ließ sich huldigen. Auch Dalton leistete im August 1296 als Bischof dem englischen König Hommage. Gegen die englische Besatzung kam es ab 1297 zum Aufstand. Als der englische König 1300 einen Feldzug nach Galloway führte, versuchte Dalton zwischen dem König und den aufständischen Schotten zu vermitteln, doch seine Versuche wurden vom englischen König zurückgewiesen. Als sich Robert Bruce, ein Enkel seines früheren Dienstherrn Robert de Brus 1306 zum König der Schotten erklärte, lehnte Dalton dessen Thronanspruch ab und stand auch noch 1307 auf englischer Seite. Über die weitere Amtszeit von Dalton ist nur wenig bekannt. Im August 1308 benannte Papst Clemens V. Dalton als einen von drei schottischen Bischöfen, die am geplanten Konzil von Vienne teilnehmen sollten, doch er nahm nicht an der Versammlung teil. In Schottland konnte Bruce bis 1313 endgültig die Kontrolle über Galloway gewinnen. Dalton ging daraufhin ins englische Erzbistum York ins Exil. Er soll 1319 gestorben sein, doch nach anderen Angaben reiste Robert Bruce im November 1322 nach Galloway. Dort soll er die Wahl von Simon of Wedale zum neuen Bischof vorbereitet haben. Dalton lebte zu der Zeit noch, doch entweder war er zu alt, um sein Amt als Bischof wahrzunehmen, oder er befand sich immer noch im Exil in York. Tatsächlich wurde Simon de Wedale als Nachfolger Daltons erst 1327 zum Bischof geweiht.